# Cossyphicula roberti
Cossyphicula roberti là một loài chim trong họ Muscicapidae.
Đây là loài duy nhất trong chi Cossyphicula. Loài này được tìm thấy ở phía tây Cameroon, Bioko và khu rừng trên núi Albertine Rift. Môi trường sống tự nhiên của nó là rừng ẩm nhiệt đới hoặc cận nhiệt đới và rừng nhiệt đới ẩm nhiệt đới hoặc cận nhiệt đới. 